# Невдячний Ґіто
«Невдячний Ґіто» (італ. Gito, l'ingrat) — бурундійська кінокомедія 1992 року режисера Леонс Нґабо.

## Сюжет
Ґіто — студент з Бурунді, який живе в Парижі. Закінчивши навчання, він вирішує повернутися на батьківщину та обіцяє своїй французькій дівчині, що подзвонить їй, коли стане міністром, у чому він переконаний, що так і станеться. Однак поступово він втрачає свої амбіції, коли стикається з реальністю країни. Тому він знову починає зустрічатися з коханою з дитинства. Проте, з допомогою двох жінок свого життя, йому вдасться отримати найкраще з поганої угоди.

## Фестивалі
- Міжнародний кінофестиваль «Амакула Кампала», Уганда (1992)[2]
- Міжнародний кінофестиваль Джеймсона в Дубліні, Ірландія (1992)
- Лондонський кінофестиваль, Англія

## Нагороди
- Премія Умару Ґанда та нагорода за найкращу чоловічу роль на FESPACO — Панафриканському фестивалі кіно і телебачення в Уаґадуґу, Буркіна-Фасо (1993)
- Приз Air Afrique на фестивалі африканського кіно в Італії (1993)
- Найкращий фільм — приз журі на кінофестивалі в Лісабоні, Португалія (1993)
- Приз Еміля Кантільйона на Міжнародному фестивалі франкомовного кіно, Бельгія (1992)[3]
- Приз Міжнародного кінофестивалю Ville d'Amiens do Amiens, Франція (1992)[4]
- Хані Джахварія та Призи преси на кінофестивалі в Карфагені, Туніс (1992)